# Listă de scriitori flamanzi
Aceasta este o listă de scriitori flamanzi.

## A
| - Jef Aerts (* 1972) - Piet van Aken (1920–1984) | - Hilaire Allaeys (1873–1934) - Johan Anthierens (1937–2000) | - Pieter Aspe (* 1953) - Marc van Alstein (* 1974) |

## B
| - Lode Baekelmans (1879–1965) - Johan Ballegeer (1927–2006) - Jan van Beers (1821–1888) - Marc de Bel (* 1954) - Marie Belpaire (1853–1948) | - Jean-Marie Berckmans (1953–2008) - Aster Berkhof (* 1920) - Philipp Blommaert (1809–1871) - Louis Paul Boon (1912–1979) - Stefan Brijs (* 1969) | - Walter van den Broeck (* 1941) - Diane Broeckhoven (* 1946) - Herman Brusselmans (* 1957) - Cyriel Buysse (1859–1932) - Leonard Buyst (1847–1918) |

## C
| - Karel Callebert (1837–1900) - Ernest Claes (1885–1968) | - Paul Claes (* 1943) - Hugo Claus (1929–2008) | - Hendrik Conscience (1812–1883) - Mireille Cottenje (1933–2006) |

## D
| - Johan Daisne (Herman Thiery) (1912–1978) - Jan van Daleden (um 1460–1522) - Lieven De Cauter (* 1959) - Josef De Cock (1877–1944) - Herman De Coninck (1944–1997) - Saskia De Coster (* 1976) | - Patricia De Landtsheer (* 1952) - Ary Delen (1883–1960) - Maurice D´Haese (1919-1981) - Patricia De Martelaere (1957–2009) - André Demedts (1906–1992) - Rita Demeester (1946–1993) | - Paul De Mont (1895–1950) - Jorge De Pauw (* 1952) - Filip De Pillecyn (1891–1962) - Jaak Dreesen (* 1934) - Gaston Durnez (* 1928) - Geertrui Daem (* 1952) |

## E
| - Constant Eeckels (1879–1955) | - Willem Elsschot (1882–1960) | - Gerda van Erkel (* 1954) |

## F
- Ed Frank (* 1941)
- Jules Frère (1881–1937)

## G
| - Guido Gezelle (1830–1899) - Marnix Gijsen (1899–1984) - Jef Geeraerts (* 1930) | - Marnix Gijsen (1899–1984) - Maurice Gilliams (1900–1982) | - Jo Gisekin (Leentje Vandemeulebroecke) (* 1942) - Luuk Gruwez (* 1953) |

## H
| - Mel Hartman (* 1972) - Kristien Hemmerechts (* 1955) | - Stefan Hertmans (* 1951) - Emanuel Hiel (1834–1899) | - Guido van Heulendonk (* 1951) - Pol Hoste (* 1947) |

## I
- Geert van Istendael (* 1947)

## J
- Alfons Jeurissen (1874–1925)
- Karel Jonckhere (1906–1993)

## K
| - Paul Kempeneers (* 1935) - PAul Kenis (1885–1934) - Petrus Frans van Kerckhoven (1818–1857) | - Paul Koeck (* 1940) - Raymundus Joannes de Kremer (1887–1964) | - Paul Kustermans (* 1936) - Eric de Kuyper (* 1942) |

## L
| - Gie Laenen (* 1944) - Hubert Lampo (1920–2006) - Lachida Lamrabet (* 1970) | - Prosper van Langendonck (1862–1920) - Tom Lanoye (* 1958) - Patrick Lateur (* 1949) | - Charles van Lerberghe (1861–1907) - Virginie Loveling (1836–1923) - Patrick Lagrou |

## M
| - Maurice Maeterlinck (1862–1949) - Ernest Mandel (1923–1995) - Annik Meulemans - Bob Mendes (* 1928) | - Paul Mennes (* 1967) - Ivo Michiels (1923–2012) - Wies Moens (1898–1982) | - Bart Moeyaert (* 1964) - Richard Minne (1891–1965) - Erwin Mortier (* 1965) |

## N
| - Alice Nahon (1896–1933) | - Jan van Nijlen (1884–1965) | - Joris Note (* 1949) |

## O
- Jeroen Olyslaegers (* 1967)
- Paul van Ostaijen (1896–1928)

## P
| - Bert Peleman (1915–1995) - Maria Petyt (1623–1677) | - Koen Peeters (* 1959) - Leo Pleysier (* 1945) | - Anne Provoost (* 1965) - Monika van Paemel (* 1945) |

## R
| - Hugo Raes (1929–2013) - Léonce Reypens (1884–1972) - Georges Rodenbach (1855–1898) | - Albrecht Rodenbach (1856–1880) - Pjeroo Roobjee (* 1945) | - Maria Rosseels (1916–2005) - Ward Ruyslinck (Raymond de Belser) (* 1929) |

## S
| - Maurits Sabbe (1873–1938) - Alice Sax (* 1984) - Clem Schouwenaars (1932–1993) | - Karel Sergen (* 1954) - August Snieders (1825–1904) - Paul Snoek (1933–1991) | - Felix Sperans (* 1944) - Stijn Streuvels (1871–1969) - Michiel de Swaen (1664–1707) |

## T
| - Herman Teirlinck (1879–1967) - Hilarion Thans (1884–1963) - Jeroen Theunissen (* 1977) | - Anton Thiry (1888–1954) - Felix Timmermans (1886–1947) | - Lia Timmermans (1920–2002) - Julia Tulkens (1902–1995) |

## V
| - Jos Vandeloo (* 1925) - Jan A. Van Droogenbroeck (1835–1902) - Kamiel Vanhole (1954–2008) - David Van Reybrouck (* 1971) - Annelies Verbeke (* 1976) | - Paul Verhaeghen (* 1965) - Emile Verhaeren (1855–1916) - Peter Verhelst (* 1962) - Dimitri Verhulst (* 1972) - Raf Verhulst (1866–1941) - Leopold Vermeiren (1914–2005) | - John Vermeulen (1941–2009) - August Vermeylen (1872–1945) - Eriek Verpale (* 1925) - Hugo Verriest (1840–1922) - Cyriel Verschaeve (1874–1949) - Eddy van Vliet (1942–2002) |

## W
| - Gerard Walschap (1898–1989) - Omer Wattez (1857–1935) | - Jan van den Weghe (1920–1988) - Anton van Wilderode (1918–1998) | - Karel van de Woestijne (1878–1929) - Jan Frans Willem (1793–1846) |